# Wilhelm-Niedermayer-Grund- und Mittelschule Tittling
Die Wilhelm-Niedermayer-Grund- und Mittelschule Tittling ist eine öffentliche Schule in Tittling, die aus einer Grundschule und einer Mittelschule als gebundene Ganztagsschule besteht. Die Mittelschule ist im Mittelschulverband Eging a. S. – Tiefenbach – Tittling eingegliedert, wodurch das gesamte Angebot einer Mittelschule gewährleistet werden kann.
Die Schule ist nach dem deutschen Maler Wilhelm Niedermayer benannt.

## Schulprofil
Als zertifizierter Partner des Anti-Mobbing-Programms Stark auch ohne Muckis setzt sich die Schule gegen Mobbing, Gewalt und Ausgrenzung ein und trainiert in Kleingruppen dahingehend das Bewusstsein der Schüler. Seit dem Schuljahr 2014/2015 nimmt man am Programm der bayerischen Staatsregierung Gute gesunde Schule teil. Durch ein Verpflegungsleitbild der schuleigenen Mensa soll eine gesunde und nachhaltige Ernährung aus vorwiegend regionalen Lebensmitteln gewährleistet werden.
In allen Klassenstufen der Grundschule ist das Gesundheitsförderprogramm der Klasse 2000 fester Bestandteil. Für die Schüler wird bei Bedarf eine offene Ganztagsbetreuung angeboten.
Die Schulklassen der Mittelschule werden als gebundene Ganztagsklassen geführt, weshalb der Unterricht zwischen Montag und Donnerstag bis 15:30 Uhr sowie freitags bis 13 Uhr stattfindet.

## Zahlen
Im Schuljahr 2022/2023 wurden in der Grundschule 137 Schüler in den Jahrgangsstufen 1 bis 4 von acht hauptamtlichen Lehrkräften und in der Mittelschule 108 Schüler in fünf Schulklassen in den Jahrgangsstufen 5 bis 9 von dreizehn hauptamtlichen Lehrkräften unterrichtet.

## Sanierung und Umbau
Seit August 2018 wird das Schulgebäude generalsaniert. Die Investitionssumme wird auf etwa elf Millionen Euro geschätzt. Der zwischen 1965 und 1967 erbaute Mitteltrakt wurde bereits abgerissen und durch einen barrierefreien Neubau ersetzt. Die Höhenunterschiede der Gebäude wurden ausgeglichen, wodurch Hauptzugang, Pausenhofbereich und Westtrakt ohne Treppenstufen erreichbar geworden sind. Die Barrierefreiheit zum Osttrakt wird durch einen neu errichteten Aufzug gewährleistet.